# Dolní Pěna
Dolní Pěna é uma comuna checa localizada na região da Boêmia do Sul, distrito de Jindřichův Hradec.